# Pachyrhinosaurus
Pachyrhinosaurus là một chi khủng long, được C. M. Sternberg mô tả khoa học năm 1950.